# جون بريغز (مذيع)
جون بريغز (بالإنجليزية: Jon Briggs)‏ هو مذيع ‏ بريطاني، ولد في 24 يناير 1965 في لندن في المملكة المتحدة.

## وصلات خارجية
- جون بريغز على موقع IMDb (الإنجليزية)